# کاسیو
کاسیو (به ژاپنی: カシオ計算機株式会社) شرکت صنایع الکترونیکی چندملیتی ژاپنی است، که در زمینه طراحی و ساخت انواع ماشین‌حساب، ساعت مچی و ساعت اتمی، دوربین فیلم‌برداری و عکاسی دیجیتال، چاپگر، چاپگر برچسب، تلفن همراه، لپ‌تاپ، انواع آلات موسیقی و سازهای کلیدی فعالیت می‌نماید.
کاسیو در سال ۱۹۴۶ توسط مهندس ژاپنی؛ تادائو کاشیو در شهر توکیو بنیان‌گذاری شد. امروزه دفتر مرکزی این شرکت در شیبویا، توکیو، ژاپن قرار دارد و سهام آن در بازار بورس توکیو معامله می‌شود.
محصولات کاسیو شامل ساعت، ماشین حساب، کیبورد الکترونیکی و سایر محصولات دیجیتالی مانند دوربین های دیجیتال (سری Exilim)، دوربین های فیلمبرداری، صندوق های فروش، لپ تاپ ، تلفن های همراه، PDA (E-Data Bank)، دیکشنری های الکترونیکی، دفترچه های یادداشت دیجیتال (PDA های اولیه)، بازی های الکترونیکی، کامپیوترهای شخصی (مانند FP-1000، FP-200)، چاپگرهای کامپیوتری، ساعت و تلویزیون های قابل حمل می باشد.

#### ورود کاسیو به صنعت ساعت‌سازی
شرکت کاسیو فعالیت خود  در حوزه ساعت‌ سازی را در اوایل سال 1970 شروع کرد و در سال 1974 از اولین ساعت دیجیتال خود به نام Casiotron رونمایی کرد. این ساعت از برند کاسیو علاوه بر نمایش زمان؛ تاریخ را نیز به صورت خودکار نمایش می‌داد که در آن سال‌ها موفقیت بزرگی محسوب می‌شد. استقبال از ساعت Casiotron باعث شد این برند با اعتماد به نفس بیشتری به گسترش و تولید ساعت‌های دیجیتال پیشرفته بپردازد.
این روند باعث تولید مجموعه‌ای از ساعت‌ها شد که هر کدام با ویژگی‌های جدیدی معرفی می‌شدند. از جمله؛  ساعت‌های ضدضربه، مجهز به حسگرهای محیطی  و ساعت‌هایی با امکانات همگام سازی با امواج رادیویی برای نمایش دادن دقیق زمان.

#### تنوع محصولات و مدل‌های مختلف ساعت کاسیو
ساعت‌های برند کاسیو به دلیل تنوع بالا و امکانات مختلف پاسخگوی نیاز‌های افراد در سراسر دنیا هستند. این برند چند مدل معروف دارد که طرفداران زیادی داشته و کاربری خاصی دارد. به عنوان مثال، ساعت‌های سری G- shock جزء اولین ساعت‌های ضدضربه و مقاوم در برابر آب بودند که مورد استقبال ورزشکاران قرار گرفتند.
ساعت‌های سری Baby-G شبیه مدل جی شاک هستند اما اندازه کوچکتری داشته و در طراحی آنها از رنگ‌ها استفاده شده که مورد علاقه خانم‌ها و جوانان بوده است. در مقابل سری ادیفایس سبک کلاسیک و رسمی دارد و از قابلیت‌هایی مثل کرنوگراف و بدنه فلزی برخوردار است.
سری دیگر ساعت‌های برند کاسیو مدل Pro Trek، است که مخصوص کوهنوردان و افراد طبیعت گرد طراحی شده و به قابلیت‌های مانند ارتفاع سنج، فشار سنج و قطب نما مجهز است. تنوع محصولات باعث شده برند کاسیو طیف گسترده ای از مشتریان را جذب کند.

#### فناوری‌های پیشرفته در ساعت‌های کاسیو
تمرکز اصلی برند کاسیو همیشه بر تولید ساعت‌هایی با امکانات و فناوری‌های پیشرفته بوده که باعث شد این برند در میان دیگر شرکت‌های ساعت سازی جایگاه بالایی کسب کند. کاسیو اولین‌ ساعت با قابلیت نمایش چند زمانه (World Time) را طراحی کرد و افراد می‌توانستند زمان را در شهر‌های مختلف مشاهده کنند.
فناوری  Tough Solar یکی دیگر از نوآوری‌های ساعت‌های کاسیو است.  با استفاده از این فناوری باتری ساعت با پنل‌های خورشیدی قرار گرفته روی صفحه شارژ می‌شود و نیاز به تعویض باتری به حداقل می‌رسد. برخی مدل‌های ساعت کاسیو از فناوری Wave Ceptor بهره می‌برند که با دریافت سیگنال‌های رادیویی زمان را با دقت بیشتری تنظیم می‌کنند.
در مدل‌های Pro Trek  و  G-Shock Premium، امکاناتی مانند حسگر‎‌‌های سه گانه (ارتفاع سنج، قطب نما و فشار سنج)  و همچنین قابلیت اتصال به گوشی با بلوتوث وجود دارد. ترکیب دوام بالا و تکنولوژی پیشرفته باعث شده برند کاسیو در حوزه ساعت سازی پیشرو باشد.

#### کیفیت ساخت و مقاومت ساعت‌های کاسیو
یکی از مزیت‌های ساعت‌های کاسیو استفاده از متریال درجه یک و مقاومت بالای آنهاست. به عنوان مثال ساعت‌های سری G-Shock و Pro Trek  طوری طراحی شده‌اند که در مقابل ضربه، لرزش و آب فوق العاده مقاوم هستند. برای ساخت بدنه این ساعت‌ها از رزین مقاوم، فولاد ضدزنگ استفاده شده همچنین شیشه این ساعت‌ها از سافایر کریستال و مواد معدنی مینرال است. جنس بند این ساعت‌ها از متریالی ساخته می‌شود که در برابر تغییرات دمایی و فرسایش دوام زیادی داشته باشد. 
برای بررسی عملکرد این ساعت‌ها آزمایش‌های زیادی مانند سقوط از ارتفاع، قرار گیری در دمای بسیار بالا یا پایین و همچنین تست مقاومت در برابر آب در عمق‌های 200 متری انجام می‌شود تا مطمئن شوند در این شرایط عملکرد خوبی دارند. این ویژگی ها باعث شده ساعت‌های کاسیو برای استفاده روزمره، فعالیت‌های نظامی، غواصی و فعالیت‌های ورزشی انتخاب ایده آلی باشند.

#### طراحی و ویژگی‌های ظاهری ساعت‌ های کاسیو
ساعت‌های کاسیو با اینکه به دوام و کارایی شهرت دارند با این حال این برند به خوبی توانسته است ظاهر مدرن و شیک را با تکنولوژی پیشرفته ترکیب کند. در ساعت‌های سری  Edifice  و Sheen، طراحی ظریف و استفاده از رنگ‌های مشکی، نقره ای و طلایی باعث شده برای محیط‌های تجاری و اداری مناسب باشند. در مقابل ساعت‌های سری G-Shock و Baby-G  با رنگ‌های متنوع و قاب‌های زاویه دار و اسپرت عرضه ‌ می‌شوند تا حس ماجراجویی را منتقل کنند.
برند کاسیو با طراحان مد و برند‌های ورزشی همکاری می‌کند تا نسخه‌های محدود (Limited Edition) طراحی کند. این عملکرد باعث شده برند سیک در میان علاقمندان به سبک کلاسیک  و اسپرت جایگاه ویژه ای داشته باشد و از میان جوانان و نوجوانان نیز مشتری جذب کند.

#### قیمت و ارزش خرید ساعت‌های کاسیو
یکی از مزیت‌های اصلی محصولات برند کاسیو تناسب بین قیمت و کیفیت ساعت‌های آن است. این شرکت مدل‌های متنوعی از ساعت‌های مچی در بازه‌های متنوع عرضه می‌کند از ساعت‌های اقتصادی برای دانش آموزان گرفته تا مدل‌های پیشرفته با امکانات زیاد برای افراد حرفه‌ای.
کاسیو حتی در مدل‌های ارزان قیمت محصولات با کیفیتی ارائه می‌دهد که خریداران می‌توانند ساعت را چندین سال بدون مشکل استفاده کنند.

#### معرفی مدل‌های معروف ساعت کاسیو
هر کدام از مدل‌های ساعت کاسیو به خاطر ویژگی خاصی که دارند دربازار معروف شده اند به عنوان مثال ساعت‌های سری جی شاک، به مقاومت بالا در برابر آب و ضربه معروف هستند در مقابل سری  Baby-G، به طراحی زنانه معروف است همچنین سری ادیفایس سبک کلاسیک و رسمی دارد. 

##### G-Shock DW-5600
این مدل یکی از معروف‌ترین مدل‌های جی شاک است که قاب مربعی شکل با صفحه دیجیتال دارد و اصلی ترین ویژگی آن مقاومت در برابر آب و ضربه تا عمق 200 متری می‌باشد. صفحه نمایش ساعت با نور LED روشن شده و قابلیت‌هایی مانند آلارم، کرونومتر و تایمر معکوس دارد. همچنین باتری این مدل تا چندین سال کار می‌کند.

##### Baby-G BA-110
قاب این مدل طراحی گرد دارد و صفحه نمایش آن از نوع آنالوگ - دیجیتال است که امکاناتی مانند تایمر،کرونومتر و نور صفحه نمایش خودکار دارد؛ طوری که در نور کم صفحه عقربه و ساعت به صورت نورانی دیده می‌شوند. بند ساعت از جنس رزین بوده که دوام بالایی داشته و وزن کمی دارد. مقاومت این ساعت در برابر آب و ضربه تا عمق 100 متری است.

##### Edifice EF-527D
جنس بدنه و بند این ساعت از استیل ضدزنگ بوده و تا عمق 100 متری در برابر آب نفوذناپذیر است. سه زیر صفحه دارد که برای نمایش تاریخ، کرونومتر و دقیقه می‌باشد. رنگ صفحه نمایش مشکی و عقربه‌ها و اعداد نقره‌ای است که ظاهر لوکس و رسمی به ساعت می‌دهد.

##### Pro Trek PRG-270
این ساعت دیجیتالی از برند کاسیو مجهز به حسگرهای سه گانه می‌باشد که برای استفاده کوهنوردان و مناسب است. از ویژگی‌های اصلی این ساعت می‌توان به شارژ خورشیدی اشاره کرد. همچنین صفحه نمایش ساعت در نور کم قابل خواندن بوده و تا عمق 100 متری در برابر آب و ضربه مقاومت دارد.

##### Classic F91W-1
این ساعت از نوع دیجیتالی است که با نمایشگر LCD زمان و تاریخ را نشان می‌دهد و قابلیت‌هایی مانند آلارم، تایمر، چراغ LED برای روشنایی صفحه نمایش و کرونومتر دارد. بدنه این ساعت  سبک بوده و باتری آن طول عمر زیادی دارد. مقاومت این ساعت در برابر آب زیاد نیست و برای شنا و غواصی پیشنهاد نمی‌شود.

## نگارخانه

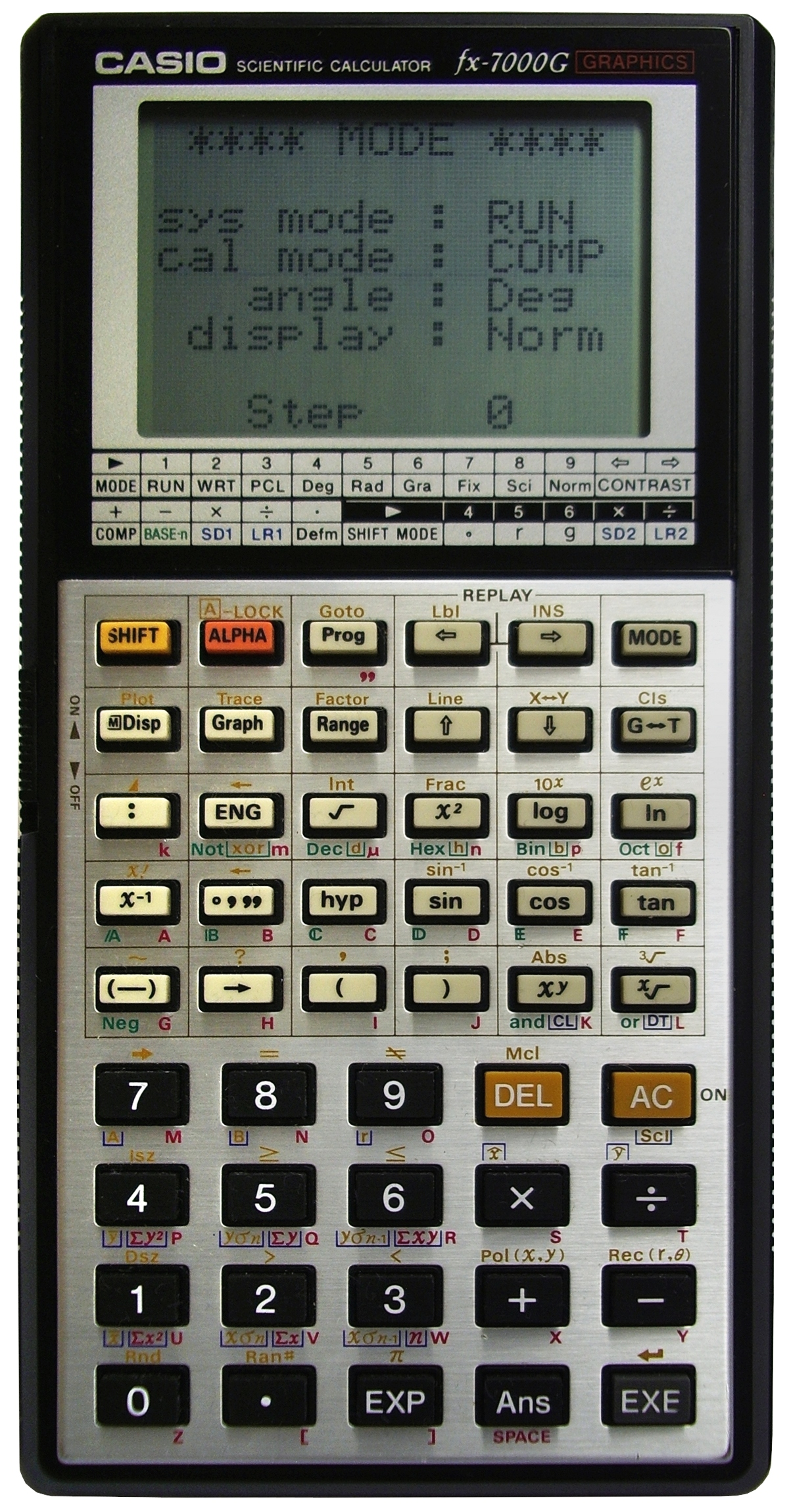
نخستین ماشین حساب تصویری جهان
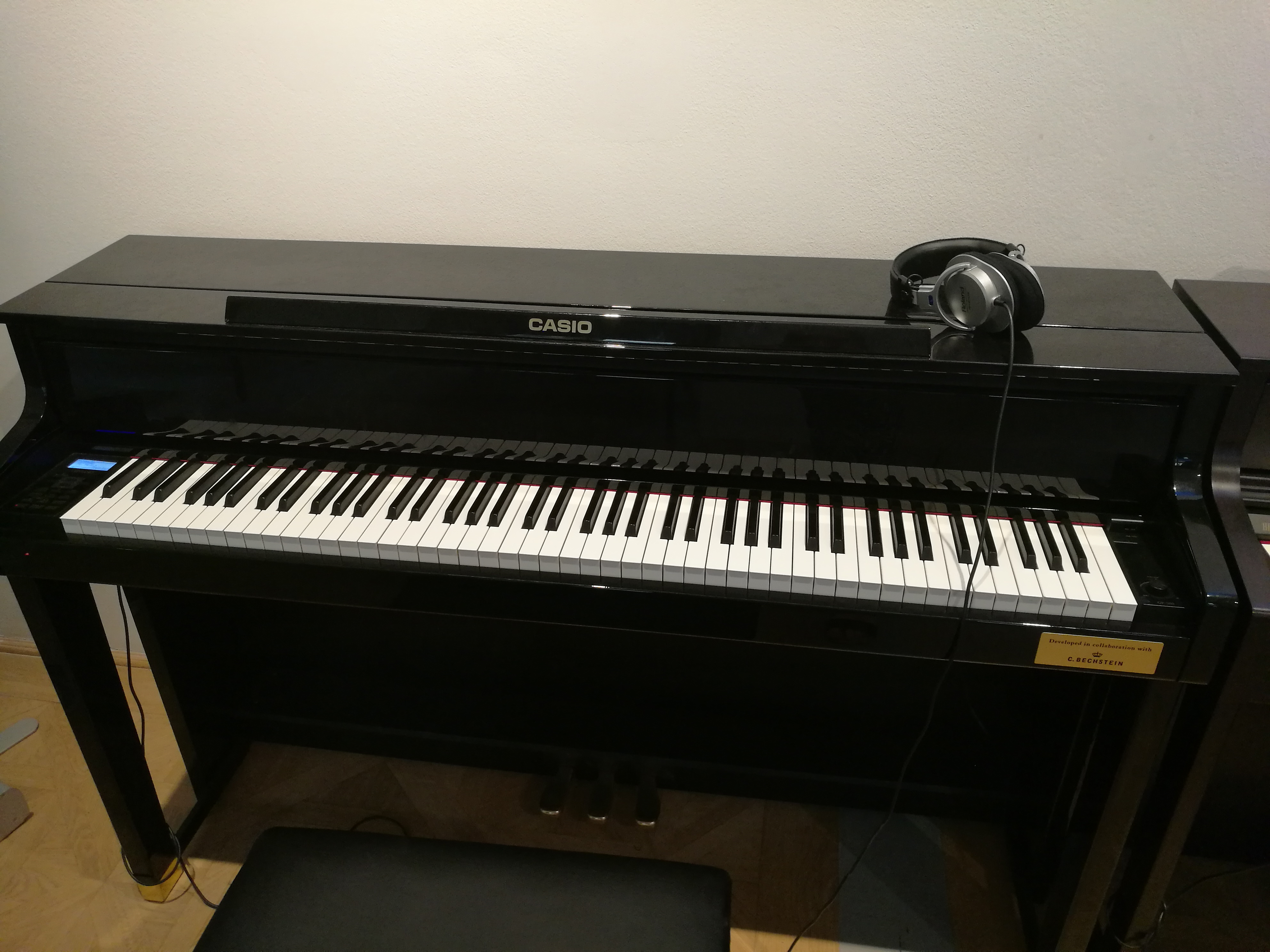
پیانو کاسیو
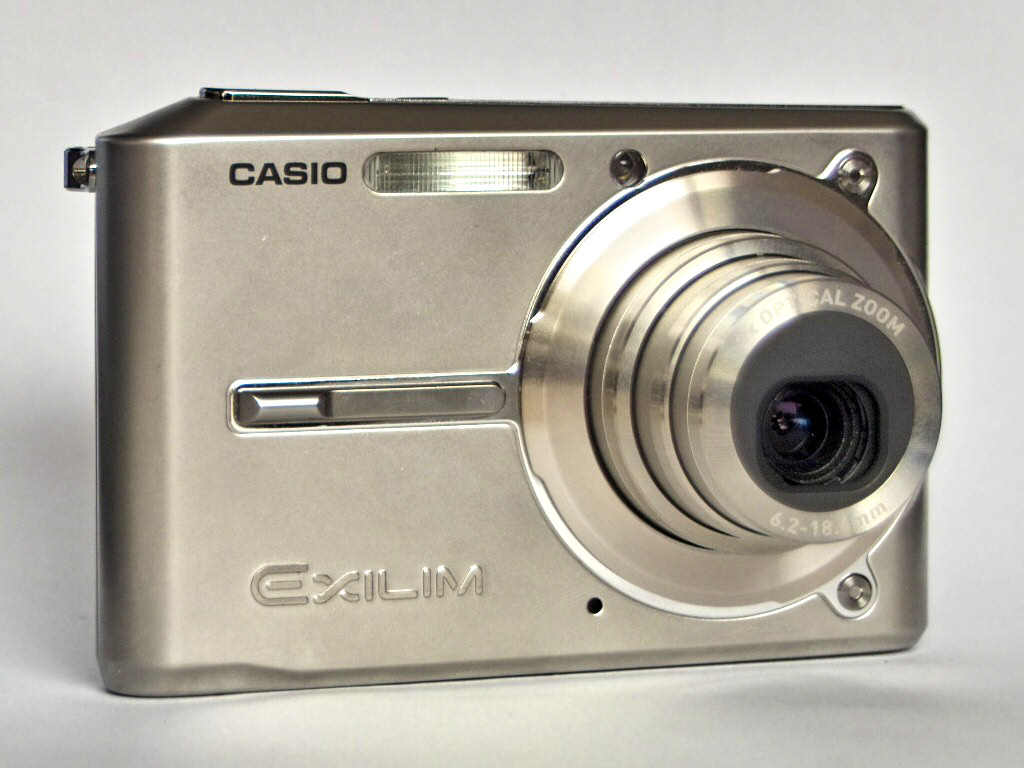
دوربین دیجیتالی
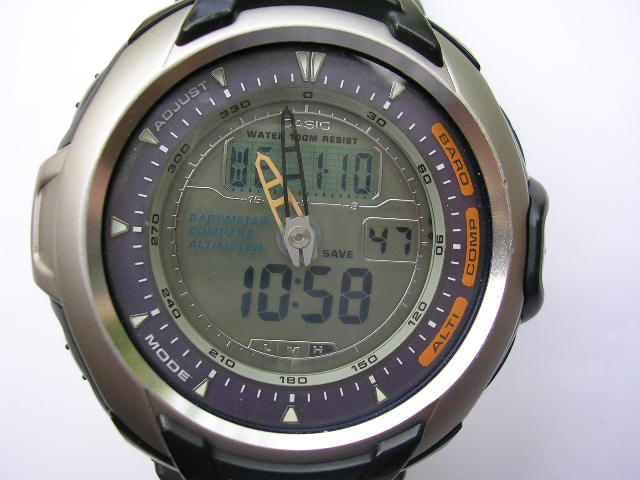
ساعت مجهز به سه حسگر
گوشی همراه
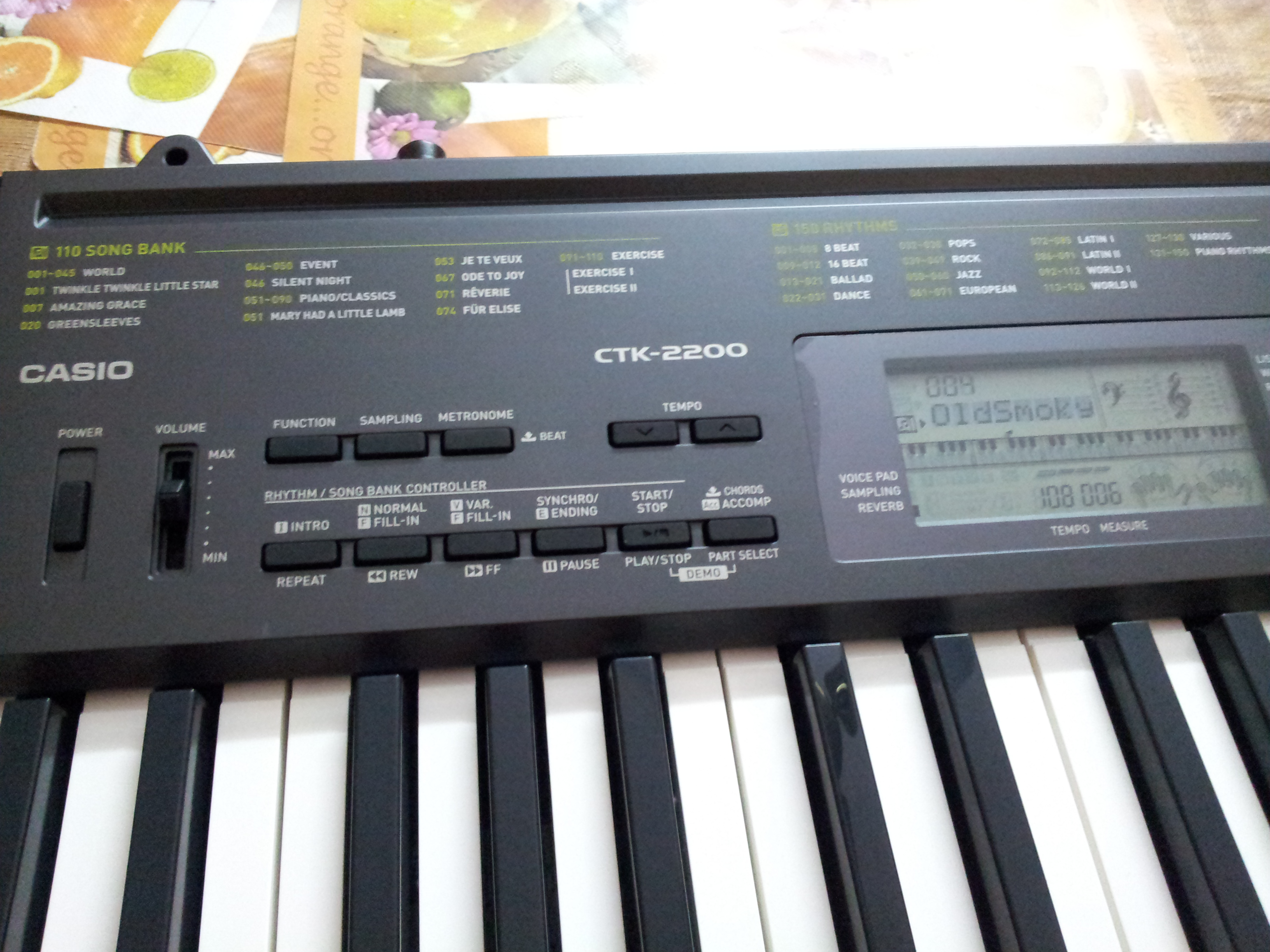
پیانو الکترونیک کاسیو
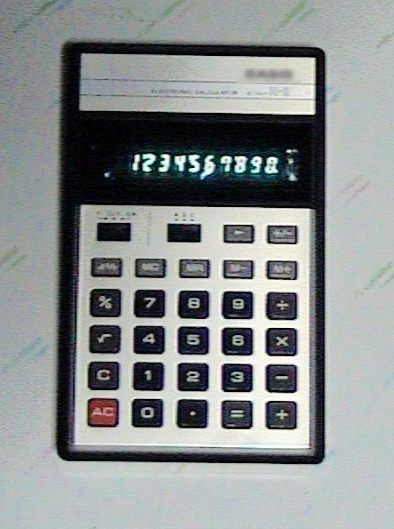
ماشین حساب قدیمی کاسیو
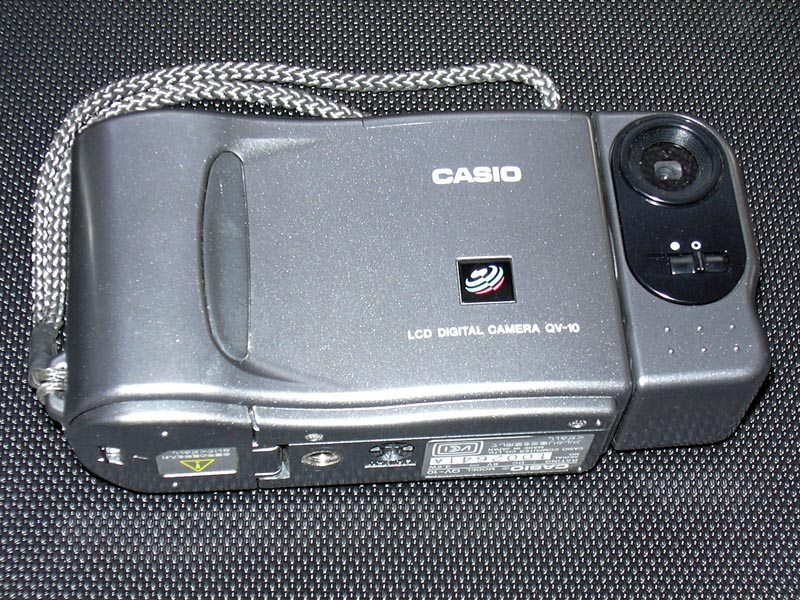
دوربین دیجیتالی
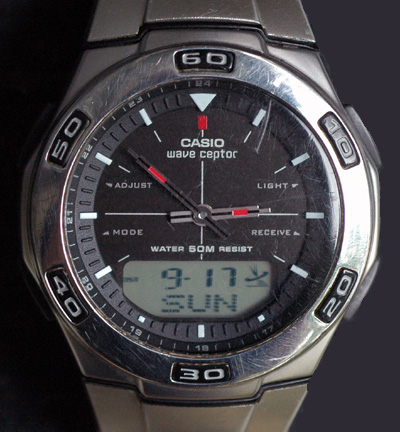
ساعت مطابق با رادیو کاسیو
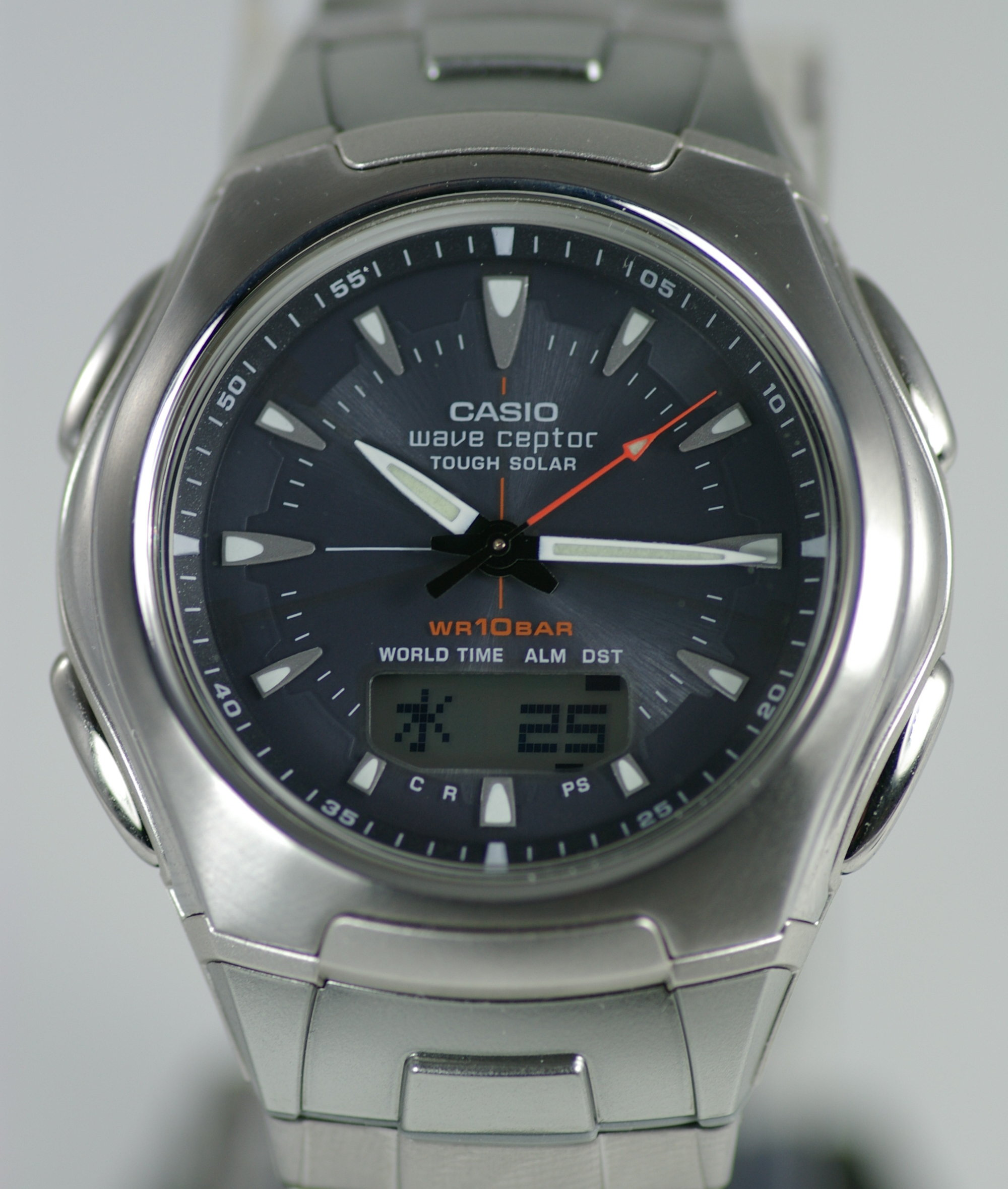
ساعت طرح «تاف سولار»
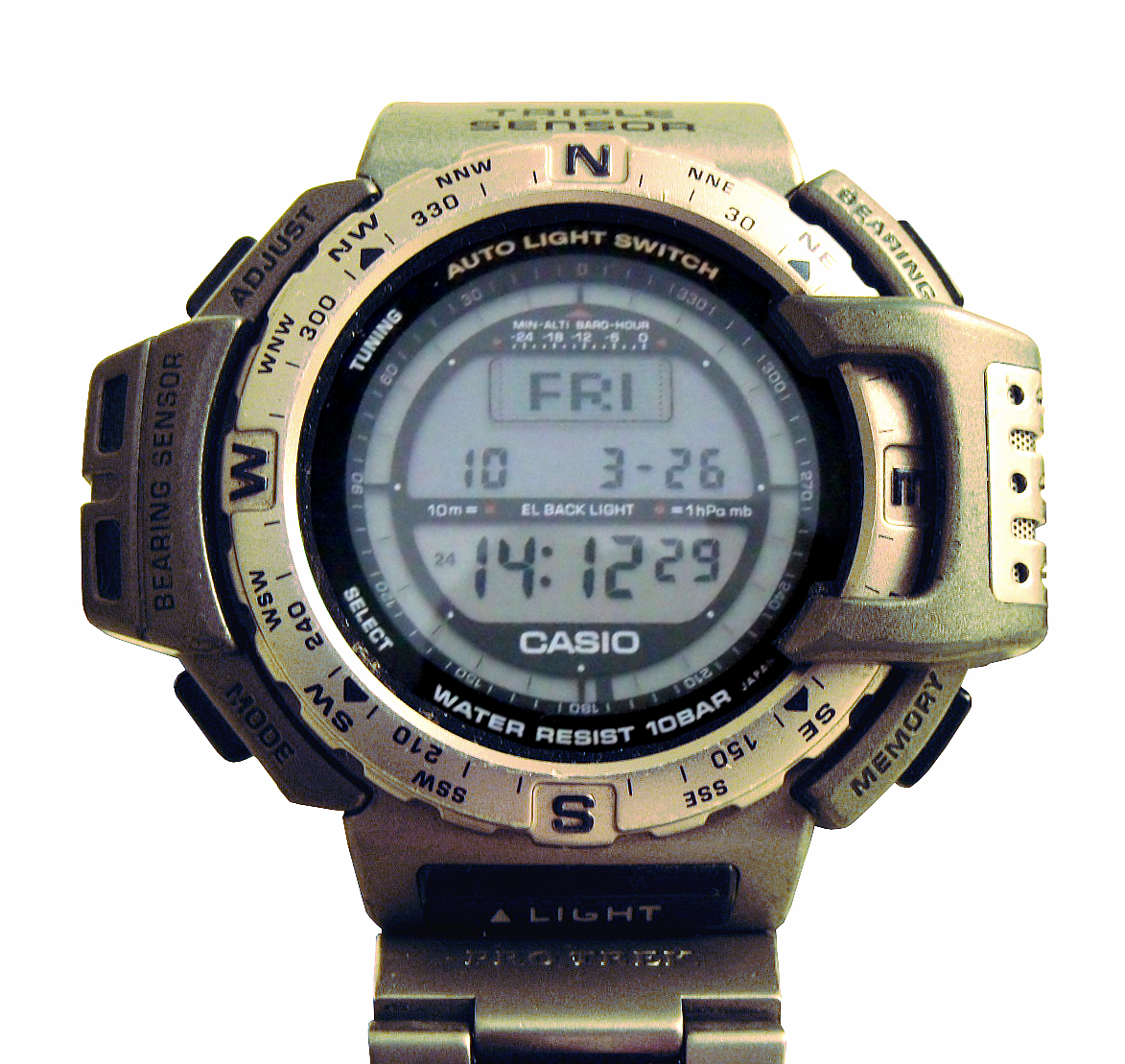
ساعت مجهز به سه حسگر
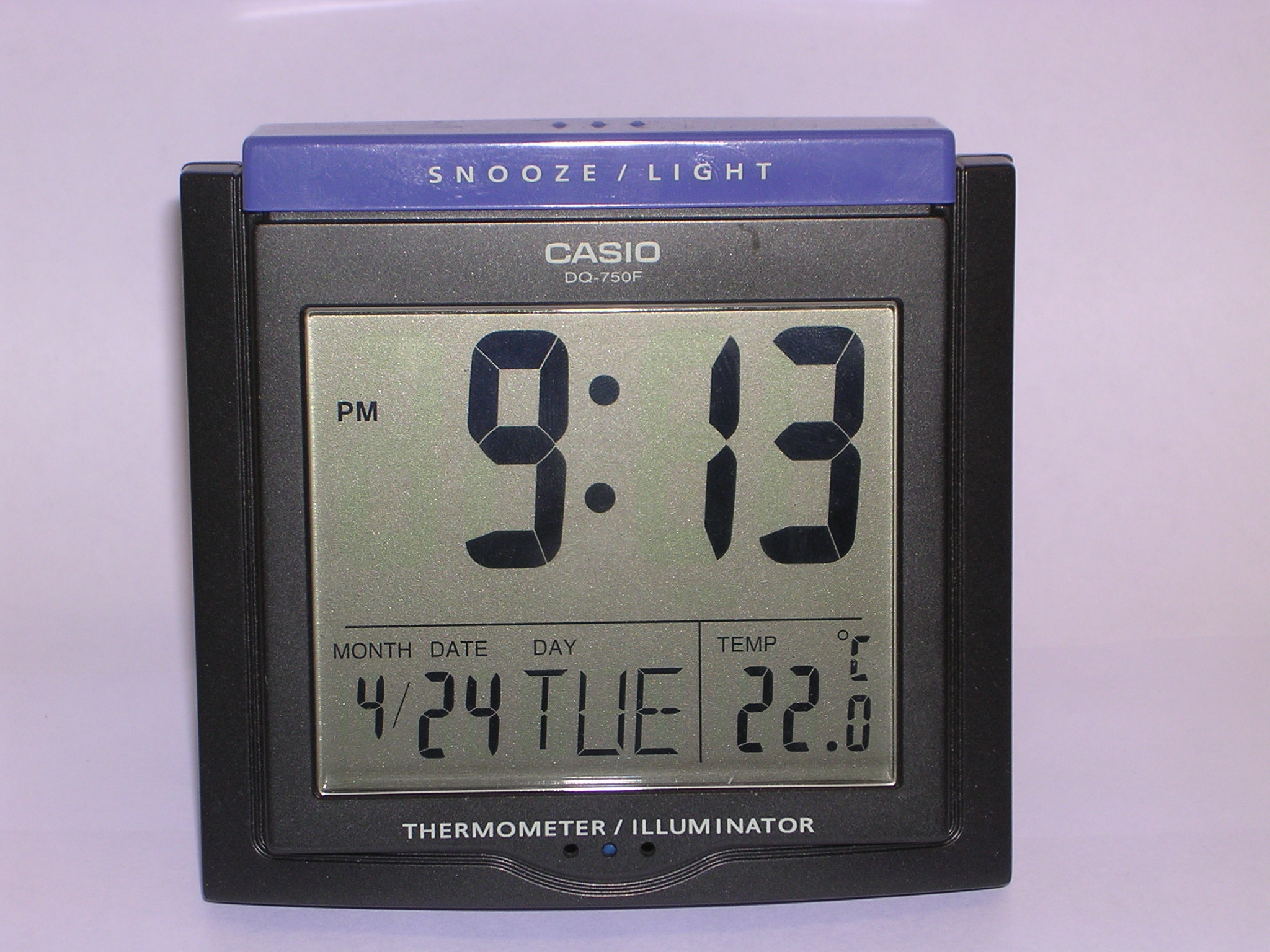
ساعت رومیزی کاسیو
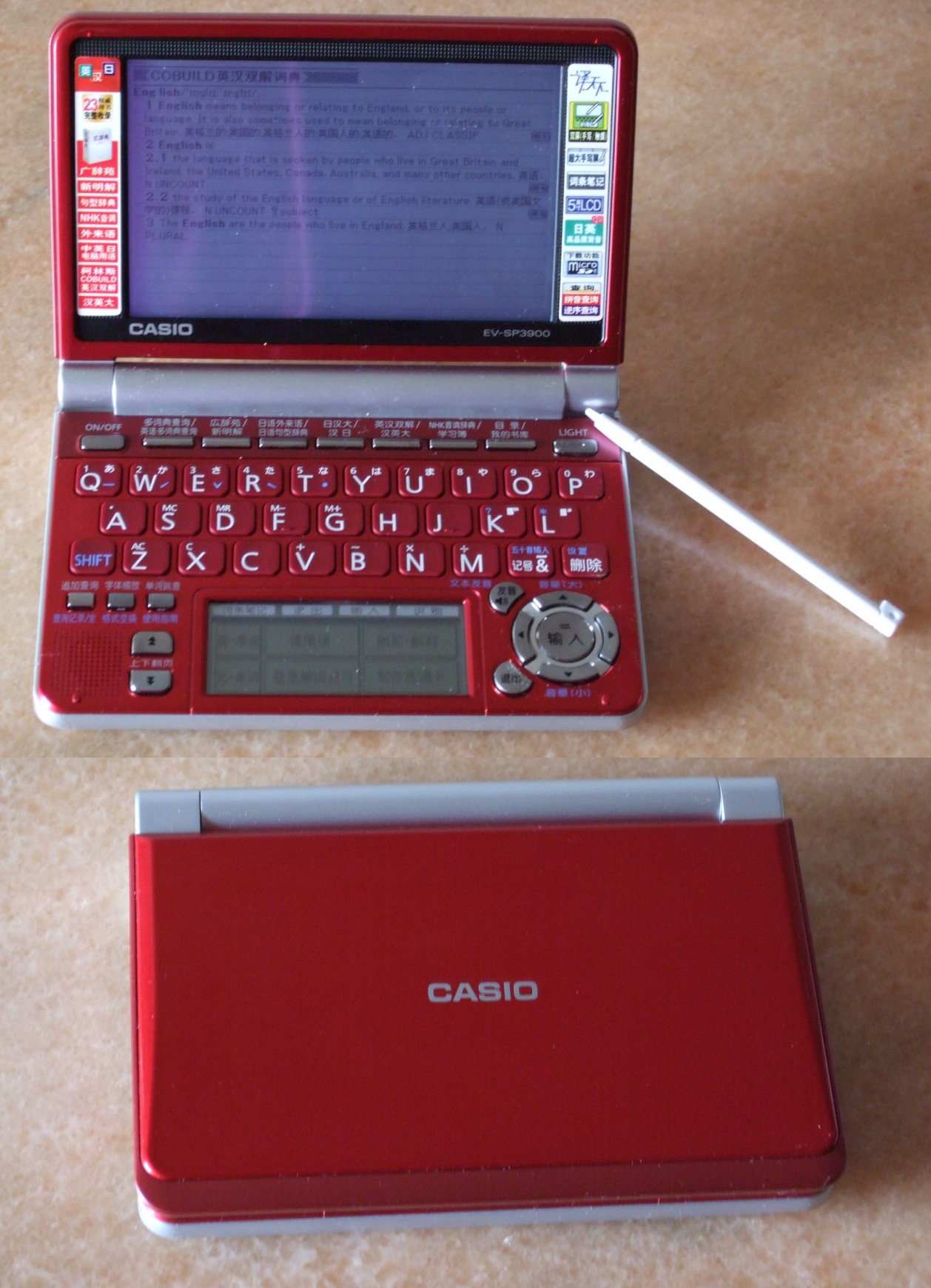
واژه‌نامه الکترونیک کاسیو
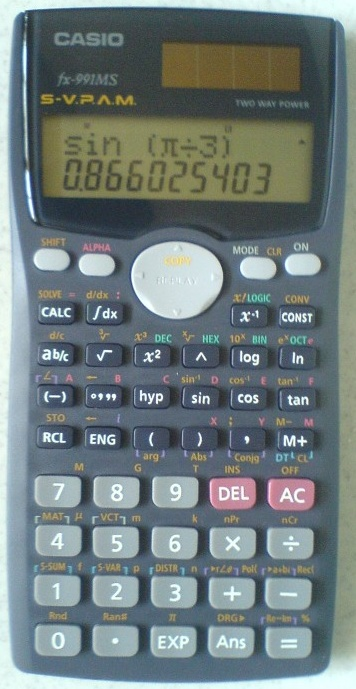
ماشین حساب مهندسی
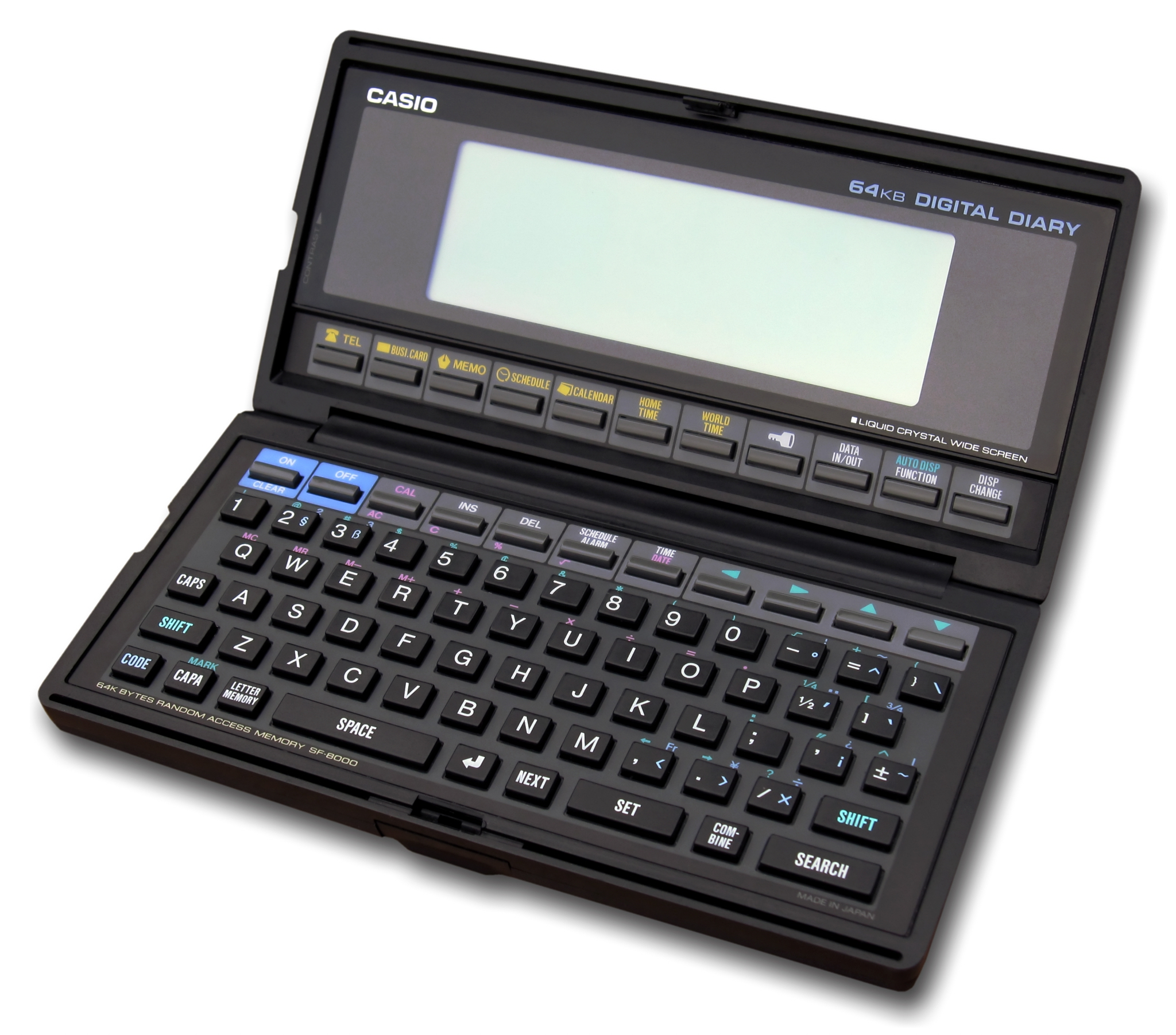
روزشمار دیجیتالی